# Stärtchen und Freibusch

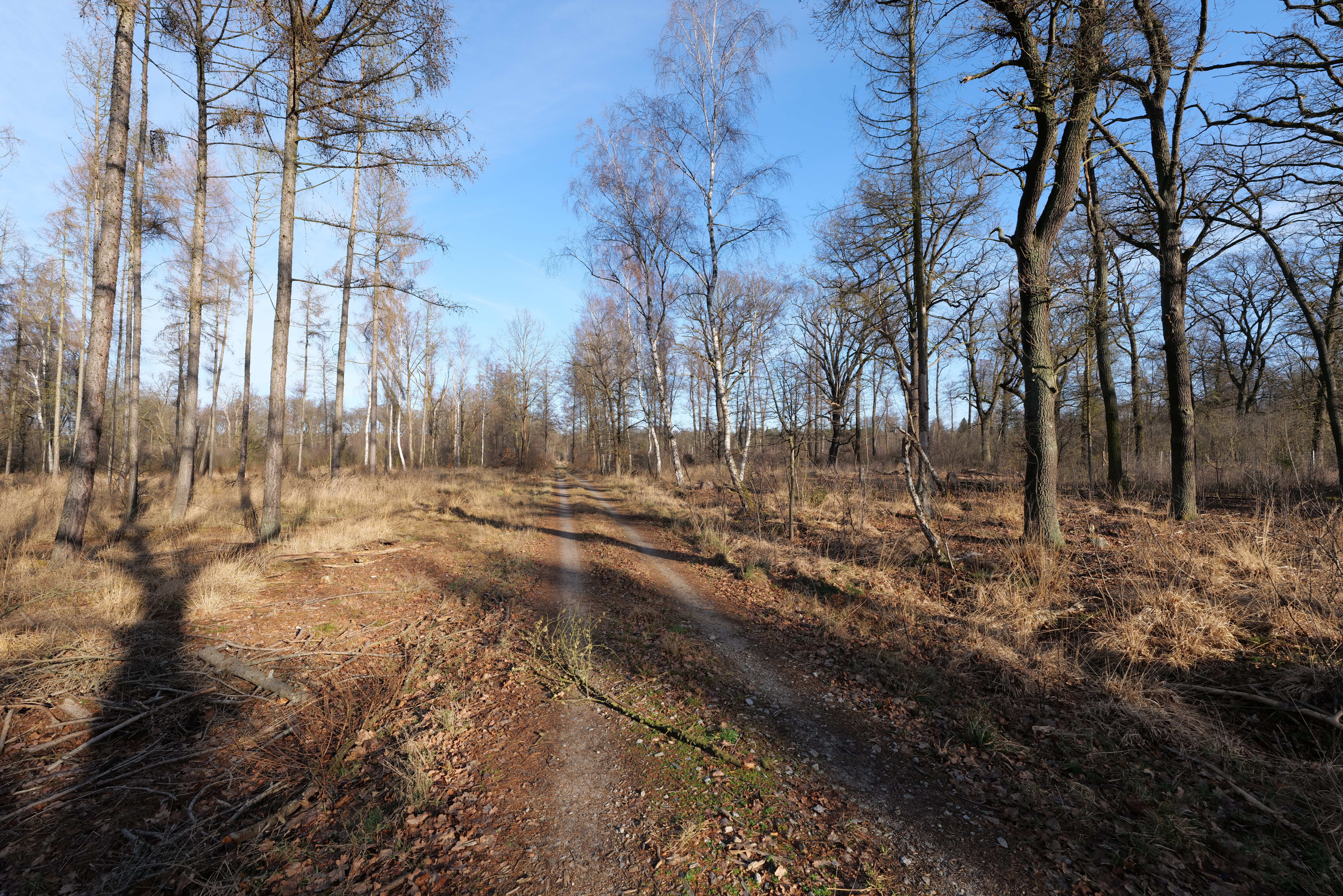
Waldweg am Naturschutz- und FFH-Gebiet Stärtchen und Freibusch (2022)

Das Naturschutzgebiet Stärtchen und Freibusch liegt auf dem Gebiet der Gemeinde Nuthe-Urstromtal im Landkreis Teltow-Fläming in Brandenburg. Das Gebiet mit der Kenn-Nummer 1474 wurde mit Verordnung vom 10. Juni 2002 unter Naturschutz gestellt.

## Lage

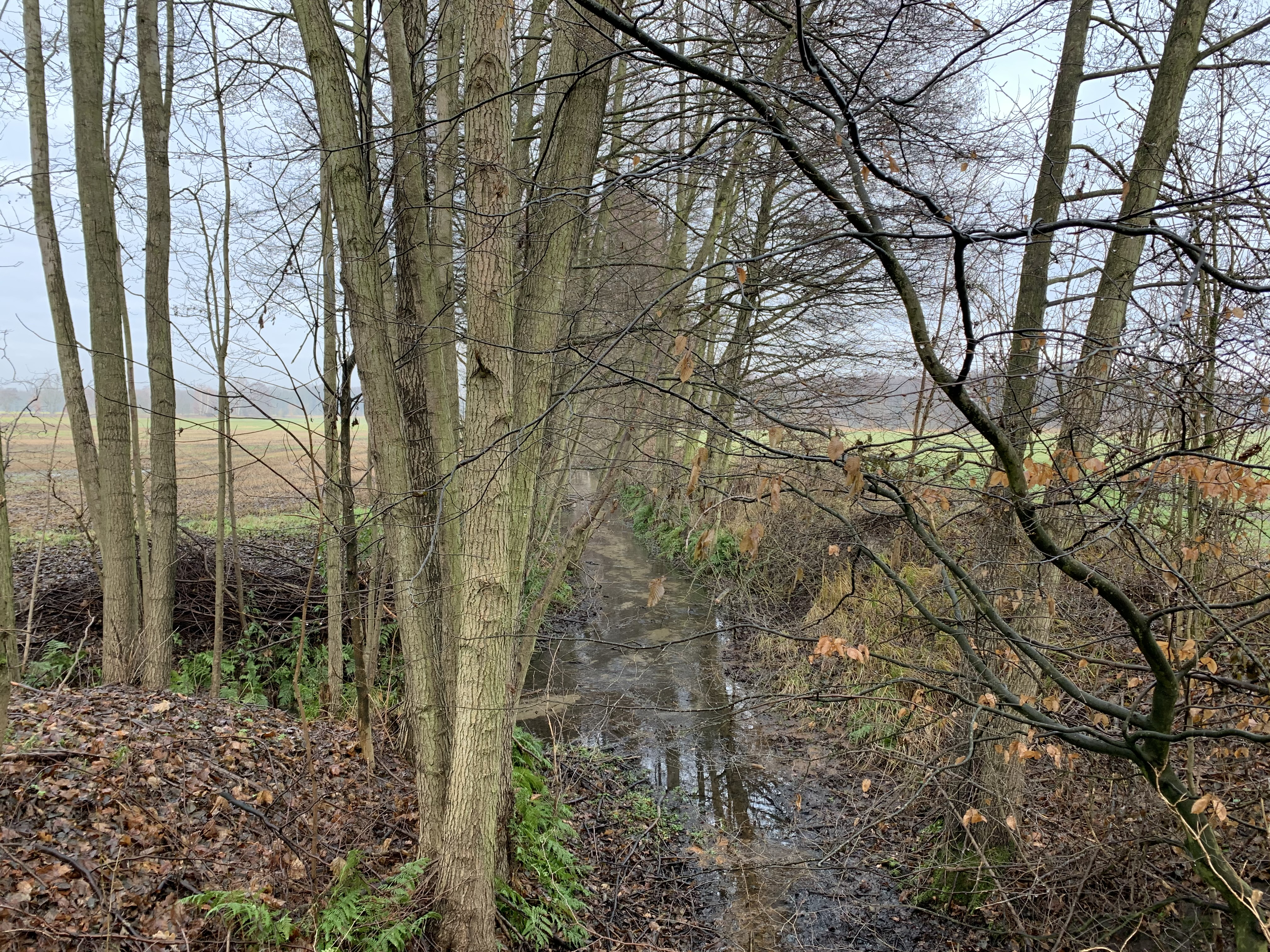
Hollertgraben bei Holbeck

Das rund 178,7 ha große Naturschutzgebiet liegt rund einen Kilometer nordnordwestlich von Holbeck, einem Ortsteil der Gemeinde Nuthe-Urstromtal. Unweit südlich verläuft die Landesstraße L 73. Das Waldgebiet befindet sich am Südrand des Baruther Urstromtals. Flächendeckend innerhalb des Naturschutzgebietes liegt ein FFH-Gebiet mit einigen wenigen Kleingewässern sowie teilweise naturnah ausgestalteten Gräben. Insgesamt 51 Hektar (ha) des FFH-Gebietes sind als Schutzwald ausgewiesen, darunter eine ca. 35 ha große Altholz-Totfläche als Totalreservat. Im Osten grenzt das Gebiet an den Hollertgraben; ein Altarm führt in das Gebiet hinein. An der westlichen Grenze konnten Archäologen eine frühdeutsche Ortswüstung nachweisen. Er bestand aus einem Turmhügel mit einer Höhenburg, die den Flurnamen Schloßberg trägt, der auch namensgebend für den südöstlich befindlichen Schlossteich war. Nördlich des Teichs konnte ein Wall-Graben-System nachgewiesen werden.

## Schutzzweck
Das Gebiet wurde als naturnahe Waldformation eingestuft, die der potenziell natürlichen Vegetation im Baruther Urstromtal nahekommt. In dieser Umgebung leben einige Arten, die nach dem Bundesnaturschutzgesetz unter besonderem Schutz stehen, beispielsweise der Königsfarn, das Leberblümchen oder die Wasserfeder. Außerdem soll das Gebiet als Lebens- und Rückzugsraum ebenfalls besonders geschützter Vogelarten wie den Kranich, die Turteltaube und den Wendehals dienen. Die Fläche ist dabei eingebettet in einen überregionalen Biotopverbund, der vom Naturschutzgebiet Zarth über den Schöbendorfer Busch bis nach Glashütte-Mochheide reicht (West-Ost-Ausdehnung).

## Abiotische und biotische Umweltfaktoren
Das Baruther Urstromtal entstand in der Weichsel-Kaltzeit. Demzufolge besteht der Untergrund im FFH-Gebiet aus fluvioglazialen Sedimente sowie holozäne Flachmooren. Ergänzt wird diese Bodenformation durch kleinere Dünen; zwei davon befinden sich im südlichen Bereich des Naturschutzgebietes. Der Boden besteht im Wesentlichen aus Gley und Moorboden, während auf zentralen Flächen des FFH-Gebietes auch Braunerde zu finden ist. In Summe ergibt sich ein eher ertragsarmer Boden; dies führte bereits historischen Nutzung der Fläche als Wald. Das Grundwasser tritt an zahlreichen Stellen aus dem Boden. Durch Melioration kam es in der Vergangenheit aber auch zu Grundwasserabsenkungen. Innerhalb eines Lärchenforstes existiert ein künstlich angelegtes Kleingewässer. Im südlichen Westteil liegt der Schlossteich, umgeben von einem moorigen Birken-Vorwald. Klimatisch liegt das Naturschutzgebiet zwischen dem atlantisch-maritimen Klima im Westen und dem kontinentalen Binnenklima im Osten mit einer Jahresdurchschnittstemperatur von ca. 9 °C und einer durchschnittlichen Niederschlagsmenge zwischen 530 mm und 550 mm.
Die Potenzielle natürliche Vegetation würde im Wesentlichen aus Flächen mit Traubenkirschen-Eschenwäldern bestehen, die durch Eichen-Hainbuchen-Wälder ergänzt werden. Im Südwesten würden sich Pfeifengras-Moor-Birken-Stieleichenwälder mit Pfeifengras-Stieleichen-Hainbuchenwälder entwickeln. Der westliche Teil würde von Drahtschmielen-Eichenwäldern dominiert, während sich im Norden und Osten Schwarz-Erlen-Niederungswälder mit Traubenkirschen-Eschenwäldern abwechseln. Die heutige Vegetation besteht auf den nährstoffarmen Talsandflächen im Wesentlichen aus Pfeifengras-Birken-Stieleichenwäldern. In den trockeneren Arealen wachsen Traubeneichen und Hängebirken, während auf den trockenen, sauren Böden der Straußgras-Eichenwald stockt. Die Talsandflächen werden von Stieleichen-Hainbuchwäldern dominiert. Als auffällig wird eine blütenreiche Frühjahrsvegetation bezeichnet. Bei Aufforstungen wurden neben einheimischen Arten wie die Stieleiche, Winter-Linde oder Kiefern auch fremdländische Baumarten wie Rot-Eiche, Douglasie, Fichte, Weymouth-Kiefern und Hybrid-Pappeln gepflanzt.

## Fauna und Flora

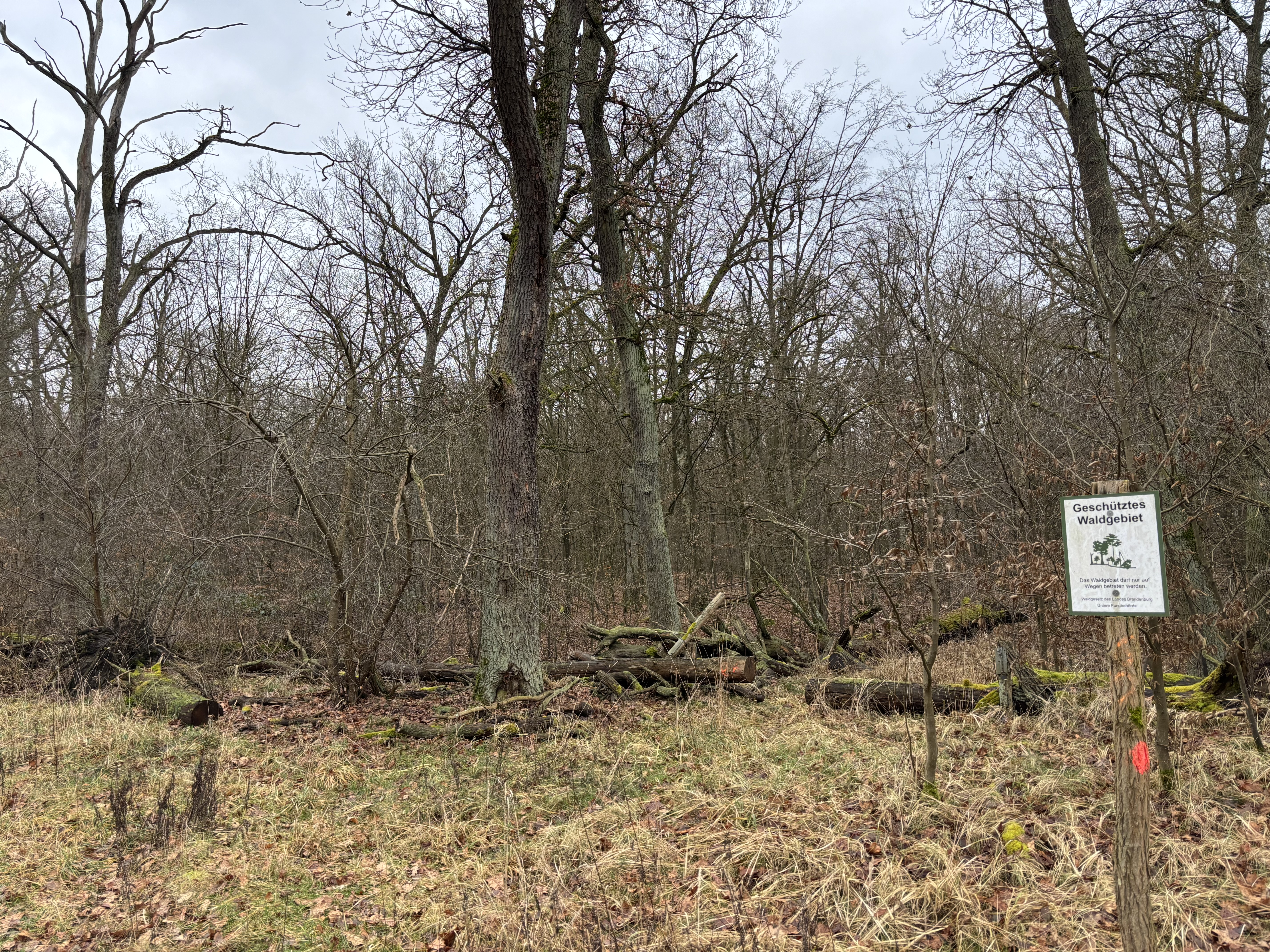
Altholz-Totfläche

Zu den wertgebenden Pflanzenarten im FFH-Gebiet zählen unter anderem die Wasserfeder, der Königsfarn und die Einbeere. Als besonders schützenswert wurde das Vorkommen des Großen Eichenbocks und des Eremiten eingestuft. Neben dem Fischotter leben im Gebiet auch 15 Fledermausarten, darunter die Mopsfledermaus, die Bechsteinfledermaus und das Graue Langohr. Die Mückenfledermaus, Nordfledermaus sowie der Große und der Kleine Abendsegler nutzen die Fläche als Wochenstube. Zu den fünf nachgewiesenen Amphibien zählen neben der Kreuzkröte als Zufallsfund und dem Laubfrosch (1997 bis 2009) auch möglicherweise der Kammmolch (nur durch Altdaten belegt). Ein Nachweis der Zauneidechse liegt aus dem Jahr 2012 vor. Im Jahr 2000 brütete im Gebiet auch ein Schwarzstorch; einzelne Nachweise des Wespenbussards stammen aus den Jahren 2002 bis 2011. In der Verordnung zum Schutzgebiet werden außerdem die Schwarz-Erle und die Gemeine Esche hervorgehoben. Zwei Bäume innerhalb des FFH-Gebiets sind als Naturdenkmal ausgewiesen.

## Nutzung und Eigentumsverhältnisse
Durch den nährstoffarmen Boden wurden die Flächen auch in der Vergangenheit forstwirtschaftlich genutzt. Es gehörte seit jeher zum Stülper Großgrundbesitz, deren Besitzer in der ersten Hälfte des 19. Jahrhunderts einen benachbarten Erlenbruch, den Hollert, roden ließen. In dieser Zeit wurden die Flächen auch zur Hutung genutzt, die ab 1840 jedoch eingestellt wurde. Im Jahr 2015 waren 174,74 ha im Landesbesitz, während sich 1,3 % der Fläche im Privatbesitz befinden. Die Zuständigkeit liegt bei der Oberförsterei Baruth, die die im Gebiet vorkommenden Forste als Wirtschaftswald nutzt, darunter auch Teile des Totalreservats, die nach PEFC bewirtschaftet werden. Die Landeswaldoberförsterei Belzig im Revier Lindhorst betreibt außerdem Eigenjagd; ein kleiner Teil im östlichen Bereich wird von einer Jagdgenossenschaft Holbeck bewirtschaftet. Der Große Rundweg des FlämingWalks führt um das Gebiet herum.